# 395 ديليا
ديليا 395 هو كويكب من المناطق المركزية لحزام الكويكبات. تم إكتشافه بواسطة "Auguste Charlois" في 30 نوفمبر 1894 في نيس.